# Omfalomanti
Omfalomanti (från grekiskans omphalos= navel och mateia= spådomskonst) är konsten att spå moderns eller barnets framtid i navelsträngen.
Omfalomanti är i Europa känt från länder med keltisk befolkning, bland annat i Frankrike, där man av navelsträngen spår antalet ytterligare födslar. I Sverige har navelsträngen använts vid bot av barnsjukdomar, medan man på andra håll grävt ned den vid ett träd, vilket sedan ansetts som barnets livsträd.